# Права ЛГБТ в Польше
Лесбиянки, геи, бисексуалы и трансгендерные люди (ЛГБТ) в Польше сталкиваются с юридическими проблемами, с которыми не сталкиваются жители, не принадлежащие к ЛГБТ-движению. Согласно отчету ILGA-Europe за 2020 год, статус прав ЛГБТ в Польше является худшим среди стран Европейского Союза.
Однополые половые отношения между мужчинами и женщинами разрешены в Польше. Это было официально установлено в 1932 году, и Польша ввела равный возраст согласия для гомосексуалов и гетеросексуалов, который был установлен на уровне 15 лет. Польша предоставляет ЛГБТ-людям те же права, что и гетеросексуалам в определенных областях: геям и бисексуалам разрешается сдавать кровь, геям и бисексуалам разрешается открыто служить в вооруженных силах Польши, а трансгендерным людям разрешается менять свой юридический пол после определенных условий, включая прохождение заместительной гормональной терапии. Польское законодательство запрещает дискриминацию при приеме на работу по признаку сексуальной ориентации. Однако не существует никаких средств защиты медицинских услуг, преступлений на почве ненависти и языка вражды. В 2019 году Конституционный суд постановил, что положение Польского кодекса о мелких правонарушениях, которое сделало незаконным отказ в предоставлении товаров и услуг без «уважительной причины», было неконституционным.
Польское общество склонно придерживаться консервативных взглядов на вопросы, касающиеся прав ЛГБТ. Большинство населения Польши принадлежит к католической церкви, и поэтому на общественное восприятие и принятие сообщества ЛГБТ сильно влияют католические моральные доктрины. В статье 18 Конституции Польши говорится, что «брак как союз мужчины и женщины находится под защитой и опекой Республики Польша». По мнению нескольких юристов, эта статья запрещает однополые отношения в виде брака. Верховный суд, Конституционный суд и Высший административный суд постановили, что статья 18 Конституции ограничивает институт брака парами противоположного пола и что легализация однополых браков потребует внесения поправки в конституцию. Польша также не признает гражданские союзы, хотя обсуждение этого вопроса продолжается. В преддверии парламентских выборов 2015 года в Польше правящая партия «Право и справедливость» заняла антимигрантскую позицию, а в преддверии парламентских выборов 2019 года в Польше «Право и справедливость» сосредоточилась на противодействии предполагаемой западной «идеологии ЛГБТ». При поддержке национальных политиков «Право и справедливость» к апрелю 2020 года 100 муниципалитетов (включая пять воеводств), охватывающих около трети территории страны, неофициально объявили себя «зонами, свободными от ЛГБТ».
Принятие ЛГБТ в польском обществе возросло в 1990-х и начале 2000-х годов, в основном среди молодых людей и тех, кто живет в крупных городах, таких как Варшава и Краков. Есть заметная гей-сцена с клубами по всей стране, большинство из которых расположены в крупных городских районах. Есть также несколько организаций по защите прав геев, две крупнейшие из которых — «Кампания против гомофобии» и «Лямбда Варшава». Опросы общественного мнения относительно общественного восприятия прав ЛГБТ в Польше были противоречивыми: многие из них демонстрируют большую поддержку зарегистрированных партнерств, а некоторые указывают на большинство противников. Однако общей тенденцией является рост поддержки зарегистрированных партнерств и однополых браков. Многие левые и либеральные политические партии, а именно Союз демократических левых сил, Уния труда, Социал-демократическая партия, Твоё движение, Современная, Левые вместе и Wiosna, выразили поддержку движению за права геев. Отдельные голоса в поддержку также можно найти в правоцентристской Гражданской платформе.

## История

### До XIX века
В 1561 году состоялся суд над носящим 10 лет женскую одежду Войцехом Познани, который женился на Себастьяне Солодовнике, прожив с ним 2 года в Познани. В этом городе у каждого из них был гомосексуальный партнер. По возвращении в Краков Войцех женился на итальянце по имени Лоренцо. В конце концов, Войцех, по общественному суду, был сожжен за «проступки против природы».
Генерал Казимир Пулавский генетически был «межполовым человеком с биологическими характеристиками женщины», согласно результатам исследований, проведенных на останках генерала. Пулавский имел гомосексуальные отношения со своим другом Казимиром Козловским, с которым они написали общее завещание, сделав себя своими единственными наследниками.

### XIX и XX века
В Польше судимость гомосексуальных актов происходила в 1835—1932 годах, то есть в период, когда на польских землях действовали уголовные законы о захватчиках. Гомосексуальные контакты были исключены из Уголовного кодекса 1932 года. Тем не менее, нарушением осталась проституция гомосексуальная, к которой особенно были учтены в ст. 207 уголовного кодекса с 1932: Кто из желания получения прибыли отдает себя человеку противоположного пола к блудному действию, подлежит аресту и посадке в тюрьму до 3 лет. В дальнейшем гомосексуалы подвергались преследованиям со стороны милиции, в результате которых происходили нарушения закона «О общественной морали».
В 1948 году польский народ установил возраст лиц, которым легально допускаются гомосексуальные и гетеросексуальные контакты. С тех пор прошло 15 лет. Тема гомосексуальности во времена Польской народной республики в основном оставалась табу. В 1959 году тогдашний директор Французского центра Варшавского университета Мишель Фуко был вынужден покинуть Польшу в результате провокаций на фоне его гомосексуальности. Сексуальная ориентация, с другой стороны, считалась не табуированной темой, и многие гомосексуалы в 1960-е и 1970-е годы не испытывали из-за этого волнения или беспокойства. Тем не менее, ситуация начала меняться в конце 1970-х и 1980-х годов из-за убийств гомосексуалов и делу Георгия Насеровского.
В 1974 году в польской послевоенной прессе вышла первая статья о гомосексуальности. Газета «Литературная жизнь» опубликовала двухсекционный текст про гомосексуальность. Текст заканчивался мнением о том, что общество должно прекратить дискриминацию этих людей.
Эта тема тоже широко обсуждается в литературе («Высыпи не одинокий» Ричарда Зелинского, «Тайна Элизабет Арден» Урсулы Милц Зембиньской; «Фигурка из тикового дерева» Елены Секулы, «Рудольф» Марианы Панковской, «Насировский, ты гей, ты еврей» Георгия Насировского) и кино («Я бабочка, или роман 40-летнего» Ежи Груза, «Другой взгляд» Кароли Мекки). Как правило, карикатурные стереотипы в адрес ЛГБТ+ были направлены на высмеивание их ориентации.
В 1985—1987 годах состоялась акция «Гиацинт», которая включала наблюдение и сбор материалов о польских геях и их среде, в результате которой была создано 11 тысяч личных дел гомосексуалов. В 1984 году на польском телевидении состоялась первая дискуссия о гомосексуальности. В 1985 году Дарий Пророк под псевдонимом Кшиштоф Дарский опубликовал в «Политике» текст. Это была первая публичная речь гея, описывающая жизнь в негативно настроенном обществе. В январе 1987 года было создано Варшавское гомосексуальное движение — первая организация ЛГБТ-людей в Польше, которую власти Польской народной республики отказались легализовать.
Гомосексуальность была исключена из списка болезней ВОЗ в 1991 году.

## Правовое положение
С 1997 года в конституцию Польши внесён запрет однополых браков. В декабре 2014 года польский парламент в очередной раз отклонил законопроект об однополых гражданских партнёрствах. За законопроект, внесённый партией Твоё движение проголосовали 185, против — 234 депутатов парламента. Предыдущий подобный законопроект обсуждался в польском парламенте в январе 2013 года. Тогда за законопроект о гражданских партнёрствах (пол. rejestrowany związek partnerski), предложенный партией «Гражданская платформа», проголосовали 211, против — 228 парламентариев.
В 2003 году под давлением Европейского союза в Польше был принят антидискриминационный закон, запрещающий дискриминацию ЛГБТ на рабочем месте.
В Польше в 2013 году бывший президент Лех Валенса (победитель коммунистической системы и проводник западных ценностей), выступая по радио, сказал, что в Сейме фракция гомосексуалов должна сидеть «на задних креслах, а лучше вообще — за стенкой». Сразу же после выступления политика представители ЛГБТ потребовали от Валенсы извинений и пригрозили судом.
В декабре 2020 года комиссар Совета Европы по правам человека Дуня Миятович осудила нарушение прав ЛГБТИ-сообщества в Польше. Комиссар отметила, что проблемы с правами ЛГБТИ в Польше существуют уже давно, но с 2017 года они всё заметнее усугубляются. Такая тенденция наблюдается прежде всего из-за враждебных высказываний высших государственных чиновников, в частности президента Польши Анджея Дуды и лидера правящей партии «Право и справедливость», вице-премьера Ярослава Качиньского.
11 марта 2021 года Европарламент поддержал резолюцию, которая направлена на защиту прав ЛГБТ+. Таким образом евродепутаты выразили протест властям Польши, проводящим гомофобную политику.

### Ограниченные права на совместное проживание
23 февраля 2007 года Апелляционный суд в Белостоке признал однополое сожительство. 6 декабря 2007 года это решение было подтверждено Верховным судом Варшавы.
Хотя в Польше нет специального закона о сожительстве, у него есть несколько положений в различных правовых актах или постановлениях Верховного суда, которые признают отношения между не состоящими в браке партнерами и предоставляют указанным партнерам определенные права и обязанности. Например, в статье 115 (11) Уголовного кодекса используется термин «самый близкий человек», который охватывает романтические отношения, которые не имеют юридического оформления. Статус «ближайшего человека» дает право отказаться от дачи показаний против партнера. Термин «партнер» включает однополые пары.
Постановление Верховного суда от 28 ноября 2012 года (III CZP 65/12) о толковании термина «лицо, которое фактически проживало в сожительстве с квартиросъемщиком» было вынесено в отношении мужчины-гея, который был партнер умершего, основной арендатор квартиры. Суд истолковал закон таким образом, что оставшийся в живых партнер признал уполномоченным передавать право на аренду. Суд постановил, что лицо, фактически остающееся в сожительстве с арендатором — в значении пункта 1 статьи 691 Гражданского кодекса — является лицом, связанным с арендатором узами эмоционального, физического и экономического характера. Сюда также входят лица того же пола. Ранее, в марте 2010 года, Европейский суд по правам человека постановил в деле Козак против Польши, что ЛГБТ-люди имеют право наследовать от своих партнеров.

## Усыновление и воспитание
Однополые пары не имеют права усыновлять детей в Польше. Кроме того, лесбийские пары не имеют доступа к ЭКО.
В октябре 2018 года Высший административный суд постановил, что лесбийская пара может зарегистрировать своего 4-летнего мальчика в качестве своего ребенка. Польские СМИ описали этот случай как «первый в своем роде в Польше».
В июле 2020 года президент Польши официально предложил поправку к Конституции, запрещающую усыновление для лиц, состоящих в однополых отношениях.
В ноябре 2020 года был предложен закон, разрешающий усыновление только супружеским парам. Это сделает невозможным усыновление однополыми парами, поскольку однополые браки не разрешены в Польше. Демонстрации в знак протеста не могут проводиться из-за вируса COVID-19.

## Защита от дискриминации
В 2003 году в Трудовой кодекс были добавлены антидискриминационные положения. Конституция Польши гарантирует равенство в соответствии с законом и запрещает дискриминацию по «любой причине». Предложение о включении запрета дискриминации по признаку сексуальной ориентации в Конституцию было отклонено в 1995 году после резких возражений католической церкви.
В 2007 году Министерство труда готовило антидискриминационный закон, запрещающий дискриминацию по различным признакам, включая сексуальную ориентацию, не только в сфере труда и занятости, но также в области социального обеспечения и социальной защиты, здравоохранения и образования, хотя предоставление товаров и услуг и доступ к ним будут подпадать под запрет дискриминации только по признаку расы или этнического происхождения. 1 января 2011 года вступил в силу новый закон о равном обращении. Он запрещает дискриминацию по признаку сексуальной ориентации только при приеме на работу. В сентябре 2015 года Amnesty International пришла к выводу, что «сообщество ЛГБТ в Польше сталкивается с широко распространенной и укоренившейся дискриминацией по всей стране» и что «правовая система Польши опасно не справляется с защитой лесбиянок, геев, бисексуалов, транссексуалов и интерсексуалов (ЛГБТИ) и других групп меньшинств от преступлений на почве ненависти.
В июне 2018 года Верховный суд Польши постановил, что типограф в Лодзи действовал незаконно, когда отказался печатать баннеры для бизнес-группы сторонников ЛГБТ. Суд утверждал, что принцип равенства означал, что типография не имела права отказывать предприятию в оказании услуг. Суд также постановил, что сексуальная ориентация, раса или другие черты личности не могут быть основанием для отказа в предоставлении услуги, но также необходимо учитывать свободу совести и религии. Кампания против гомофобии приветствовала это решение, но была осуждена министром юстиции Збигневом Зиобро, который назвал постановление „против свободы“ и „государственным насилием на службе идеологии гомосексуальных активистов“. Зиобро обратился в Конституционный суд с иском о признании положения, на основании которого печатник был признан виновным, неконституционным. 26 июня 2019 года Трибунал вынес решение, в котором он установил, что это положение несовместимо с Конституцией Польши.
В июле 2020 года правительство Польши подало в суд на IKEA за увольнение сотрудника за серьезные гомофобные высказывания, сделанные им на внутреннем веб-сайте компании. Министр юстиции Польши Збигнев Зебро назвал увольнение, которое было произведено в соответствии с законами Польши о борьбе с дискриминацией, „абсолютно скандальным“.
Министерство юстиции Польши финансирует кампанию по „противодействию преступлениям, связанным с нарушением свободы совести, совершенным под влиянием идеологии ЛГБТ“, которая предназначена для защиты людей, которые „страдают от давления новых левых идеологий“.

### Законы о преступлениях на почве ненависти
По состоянию на 2019 год в парламенте находится законопроект, предусматривающий ужесточение наказания, если преступление мотивировано полом жертвы, гендерной идентичностью, возрастом, инвалидностью или сексуальной ориентацией.

## Гендерная идентичность и самовыражение
Юридические изменения пола осуществляются с 1960-х годов. Трансгендерные люди, стремящиеся изменить свой юридический пол, должны получить медицинский диагноз. Только после смены юридического пола трансгендерный человек получает право на операцию по смене пола. Причина этого заключается в том, что любая операция, приводящая к бесплодию, запрещена польским законодательством (как указано в Уголовном кодексе Польши), за некоторыми исключениями в таких случаях, как рак матки или миома. То есть кастрация по запросу является незаконной, и трансгендерный человек должен сначала обратиться в суд, поскольку одного медицинского диагноза от врача недостаточно.
Трансгендерный человек должен столкнуться с рядом препятствий, прежде чем изменить свой юридический пол, например, подать в суд на своих родителей. На основании предложенных дополнительных доказательств (таких как медицинский диагноз, медицинские записи, показания свидетелей, родителей и т. д.) Суд может либо вынести приговор, либо отказать в этом.
В июле 2015 года Сейм Республики Польша одобрил законопроект о признании трансгендерных людей. Согласно закону, трансгендерные люди могли бы изменить пол без какого-либо физического вмешательства, но для этого потребовались бы заявления экспертов по психическому здоровью о том, что они страдают гендерной дисфорией. Законопроект был одобрен 252 голосами за и 152 голосами против. Сенат приступил к утверждению законопроекта в августе, но президент Анджей Дуда наложил на него вето в октябре. Парламенту не удалось преодолеть его вето.

## Военная служба
С 1990-х годов лесбиянкам, геям и бисексуалам не запрещено служить в армии, и дискриминация в отношении них официально запрещена. Однако существует неписаное правило „не спрашивать, не рассказывать“, и большинство польских солдат-геев скрывают свою сексуальную ориентацию. В 2013 году военнослужащие сообщили порталу NaTemat.pl, что открытые геи сотрудники столкнутся с социальными трудностями, особенно для более высоких рангов, поскольку для „командного состава — офицеров и высокопоставленных сержантов — признание влечения к своему полу означало бы потерять уважение — качества без которым вы просто не можете быть командиром“.
Открытым трансгендерным людям официально не разрешается проходить военную службу по состоянию здоровья. Диагноз гендерной дисфории приводит к автоматическому признанию „постоянно и полностью непригодным к военной службе как во время конфликта, так и в мирное время“.

## Конверсионная терапия
В феврале 2019 года современные депутаты вместе с активистами Кампании против гомофобии представили в Сейм законопроект о запрете конверсионной терапии геев. Законопроект направлен на запрет использования, продвижения или рекламы методов конверсии. Он также запретит продвижение людей или организаций, которые предлагают, используют, рекламируют или продвигают псевдонаучную практику. Депутаты планируют внести законопроект в польский парламент, где он пройдет первое чтение в ближайшие месяцы. Такой запрет будет соответствовать рекомендации Европейского парламента [67] и Независимого эксперта Организации Объединенных Наций по защите от насилия и дискриминации по признаку сексуальной ориентации и гендерной идентичности.
В августе 2020 года Польская епископальная конференция опубликовала документ, в котором рекомендовалось создание консультационных центров „для помощи людям, которые хотят восстановить свое сексуальное здоровье и естественную сексуальную ориентацию“. Он считает „политкорректностью“ научный консенсус о том, что конверсионная терапия неэффективна и потенциально вредна.

## Донорство крови
Геям и бисексуальным мужчинам разрешено сдавать кровь в Польше с 2005 года. В 2008 году Национальный центр крови установил правила, запрещающие сдачу крови геями и бисексуальными мужчинами, но эти правила были быстро отменены.

## Социальные установки и общественное мнение

### 2000—2010 гг.
Опрос общественного мнения, проведенный в конце 2006 года по запросу Европейской комиссии, показал, что польское общественное мнение категорически против однополых браков и усыновления однополыми парами. Опрос Евробарометра 2006 года показал, что 74 % и 89 % поляков, соответственно, были против однополых браков и усыновления однополыми парами. Из опрошенных стран-членов ЕС только Латвия и Греция имели более высокий уровень оппозиции. Опрос, проведенный в июле 2009 года, показал, что 87 % поляков были против усыновления геями. Опрос, проведенный 23 декабря 2009 г. для Newsweek Poland, показал еще один сдвиг в сторону более позитивного отношения. Шестьдесят процентов респондентов заявили, что не будут возражать против того, чтобы министр или глава правительства был открытым гомосексуалом.
Исследование 2008 года показало, что 66 % поляков считают, что геи не должны иметь права на организацию публичных демонстраций, 69 % поляков считают, что геи не должны иметь право показывать свой образ жизни. Кроме того, 37 % поляков считают, что геи должны иметь право на сексуальную активность, а 37 % считают, что не должны.
В 2010 году опрос общественного мнения, проведенный IIBR для Newsweek Poland, показал, что 43 % поляков согласны с тем, что открытым геям следует запретить военную службу. 38 % считают, что такого запрета не должно быть в польских вооруженных силах.

### 2011—2020 гг.
В 2011 году, согласно опросу TNS Polska, 54 % поляков поддерживали однополые партнерства, а 27 % поддерживали однополые браки.
По данным опроса общественного мнения, проведенного CBOS в 2013 году, 68 % поляков были против геев и лесбиянок, публично демонстрирующих свой образ жизни, 65 % поляков были против однополых гражданских союзов, 72 % были против однополых браков и 88 % были против усыновления однополыми парами.
В ходе опроса CBOS, проведенного в августе 2013 года, большинство (56 %) респондентов заявили, что „гомосексуализм всегда неправ и не может быть оправдан“. 26 % заявили, что в этом нет ничего плохого и всегда можно оправдать». 12 % были безразличны.
Опрос общественного мнения CBOS, проведенный в феврале 2014 года, показал, что 70 % поляков считают, что однополые сексуальные отношения «морально неприемлемы», и только 22 % считают, что это «морально приемлемо».
Опрос Ipsos в октябре 2019 года показал, что большинство польских мужчин моложе 40 лет считают, что «ЛГБТ-движение и гендерная идеология» являются «самой большой угрозой, с которой они сталкиваются в 21 веке».

### Таблицы общественного мнения
| Поддержка признания однополых отношений   | 2001 | 2001 | 2002 | 2002 | 2003 | 2003 | 2005 | 2005 | 2008 | 2008 | 2010 | 2010 | 2011 | 2011 | 2013 | 2013 | 2017 | 2017 | 2019 | 2019 |
| Поддержка признания однополых отношений   | ДА   | НЕТ  | ДА   | НЕТ  | ДА   | НЕТ  | ДА   | НЕТ  | ДА   | НЕТ  | ДА   | НЕТ  | ДА   | НЕТ  | ДА   | НЕТ  | ДА   | НЕТ  | ДА   | НЕТ  |
| ----------------------------------------- | ---- | ---- | ---- | ---- | ---- | ---- | ---- | ---- | ---- | ---- | ---- | ---- | ---- | ---- | ---- | ---- | ---- | ---- | ---- | ---- |
| гражданские партнёрства                   | -    | -    | 15 % | 76 % | 34 % | 56 % | 46 % | 44 % | 41 % | 48 % | 45 % | 47 % | 25 % | 65 % | 33 % | 60 % | 36 % | 56 % | 35 % | 60 % |
| однополые браки                           | 24 % | 69 % | -    | -    | -    | -    | 22 % | 72 % | 18 % | 76 % | 16 % | 78 % | 25 % | 65 % | 26 % | 68 % | 30 % | 64 % | 29 % | 66 % |
| права на усыновление или удочерение детей | 8 %  | 84 % | -    | -    | 8 %  | 84 % | 6 %  | 90 % | 6 %  | 90 % | 6 %  | 89 % | -    | -    | 8 %  | 87 % | 11 % | 84 % | 9 %  | 84 % |

| Принятие гомосексуала в качестве... (по данным CBOS, июль 2005 года) | Гей (Да) | Гей (Нет) | Лесбиянка (Да) | Лесбиянка (Нет) |
| -------------------------------------------------------------------- | -------- | --------- | -------------- | --------------- |
| Сосед                                                                | 56 %     | 38 %      | 54 %           | 40 %            |
| Коллега по работе                                                    | 45 %     | 50 %      | 42 %           | 53 %            |
| начальник                                                            | 41 %     | 53 %      | 42 %           | 53 %            |
| Депутат                                                              | 37 %     | 57 %      | 38 %           | 56 %            |
| Учитель                                                              | 19 %     | 77 %      | 21 %           | 75 %            |
| Няня                                                                 | 11 %     | 86 %      | 14 %           | 83 %            |
| Священник                                                            | 13 %     | 82 %      | -              | -               |

## Опросы представителей ЛГБТ-движения
По данным польских респондентов, опрошенных Агентством Европейского Союза по основным правам, исследование ЛГБТ-сообщества в ЕС, 2019 г. показало, что:
- 83 % часто или всегда избегают держаться за руки со своим однополым партнером (61 % в ЕС в целом) — второй по величине показатель в ЕС;
- 51 % часто или всегда избегают определенных мест из-за страха подвергнуться нападению (33 % в ЕС в целом) — самый высокий показатель в ЕС;
- 27 % часто или всегда открыто говорят о ЛГБТ (47 % в ЕС в целом);
- 26 % чувствовали себя дискриминированными на работе в прошлом году (21 % в ЕС в целом);
- 47 % чувствовали себя подвергнутыми дискриминации хотя бы в одной сфере жизни в прошлом году (42 % в ЕС в целом);
- 42 % подвергались преследованиям в прошлом году (38 % в ЕС в целом);
- 15 % подверглись атакам за последние 5 лет (11 % в ЕС в целом) — самый высокий показатель в ЕС;
- Каждый пятый транс- и интерсекс-человек подвергся физическому или сексуальному нападению за последние пять лет;
- 19 % говорят, что предрассудки и нетерпимость к ЛГБТ снизились в их стране за последние пять лет (40 % в ЕС в целом); 68 % говорят, что поднялись (36 % в ЕС в целом);
- 4 % считают, что их национальное правительство эффективно борется с предрассудками и нетерпимостью в отношении ЛГБТ-людей (33 % в ЕС в целом) — самый низкий показатель в ЕС.

Согласно опросу, в Польше самый большой разрыв между удовлетворенностью жизнью ЛГБТ-людей и населения в целом.

## Политика
Левые партии на политической сцене в целом одобряют постулаты движения за права геев и голосуют за законодательство о ЛГБТ. Союз демократических левых сил, Современная, Уния труда, Твоё движение и Wiosna являются сторонниками прав ЛГБТ. Более правые партии, такие как Гражданская платформа, Право и справедливость и Польская народная партия, как правило, против любых изменений в законодательстве. Из них Право и справедливость занимает самую решительную оппозиционную позицию по вопросам гомосексуальности.
Совет Европы подчеркивал «гомофобные заявления ведущих общественных деятелей, создающие атмосферу ненависти и нетерпимости» с 2007 года. В декабре 2020 года комиссар Совета Европы по правам человека Дунья Миятович заявила, что она «глубоко обеспокоена распространением негативных и подстрекательских гомофобных нарративов многими государственными должностными лицами в Польше, включая людей на высших правительственных должностях. Стигматизация и ненависть в отношении определенных лиц или групп людей несут реальный риск узаконивания насилия, иногда со смертельным исходом».

### Право и справедливость
После выборов 2005 года к власти пришла партия «Право и справедливость» (ПиС). Они сформировали коалиционное правительство с Лигой польских семей (ЛПС) и «Самообороной». ЛГБТ-активисты часто называют политиков этих партий «гомофобами» как до, так и после выборов 2005 года. Видные государственные деятели сделали несколько гомофобных и ненаучных комментариев в отношении гомосексуальности и попытались подавить свободу слова и свободу собраний для ЛГБТ:
«Давайте не будем вводить себя в заблуждение жестокой пропагандой терпимости гомосексуалистов. Это своего рода безумие, и для этого безумия нашим правлением действительно будет для них темная ночь»
— Казимеж Михал Уяздовский, «Право и справедливость», 3 октября 2005 г.
«Если человек пытается заразить других своим гомосексуализмом, то государство должно вмешаться в это нарушение свободы»
— Казимеж Марцинкевич, премьер-министр, «Право и справедливость», 11 мая 2006 г.
«Если девианты начинают демонстрировать, их следует бить дубинками».
— Войцех Вежейски, Лига польских семей, 9 октября 2006 г.
5 июля 2006 года мэр Варшавы Мирослав Кохальский заявил в отношении Parada Równości, что ЛГБТ-парад был «аморальным и опасным для жителей Варшавы» .
7 августа 2006 г. Павел Зизак, главный редактор журнала «Право и справедливость» «Правый поворот!», написал, что гомосексуалы были «животными» и «посланниками сатаны, посланными для разрушения католической церкви».
В городе Косьцежина Вальдемар Бонковский, ведущий член «Право и справедливость», повесил плакат с надписью: "Сегодня геи и лесбиянки — что дальше, зоофилия? Это свобода и демократия? Нет, это сифилизация! Бог спустился с неба и просил: «Куда ты идешь, Польша?» на стене местного партийного штаба.
Во время президентской кампании перед выборами 2005 года победивший на выборах Лех Качиньский заявил, что продолжит запрещать демонстрации ЛГБТ, как он делал это в период нахождения на должности мэра Варшавы, и что «публичная пропаганда гомосексуализма не будет разрешена».
17 марта 2008 года Качиньский выступил с президентским обращением к нации по общественному телевидению, в котором описал однополые браки как институт, противоречащий общепринятому моральному порядку в Польше и моральным убеждениям большинства населения. В выступлении была свадебная фотография ирландского активиста по защите прав геев Брендана Фея и Тома Моултона, на использование которой Качиньский не обращался за разрешением. Обращение президента вызвало возмущение левых политических партий и активистов за права геев, которые впоследствии пригласили этих двоих в Польшу и потребовали от президента извинений, которые он не принес.
30 августа 2006 года во время визита в Европейскую комиссию брат-близнец Леха, Ярослав Качиньский, как премьер-министр Польши, заявил, что «люди с такими предпочтениями имеют полные права в Польше, в Польше нет традиции преследования таких людей». Он также попросил президента Европейской комиссии Жозе Мануэля Баррозу «не верить в миф о Польше как антисемитской, гомофобной и ксенофобной стране».
Ярослав Качиньский менее резко описывает гомосексуальность. В одном из интервью он заявил, что всегда был «за терпимость» и что «проблема нетерпимости к геям никогда не была проблемой Польши». Он сказал, что не припомнил, чтобы геев в Польской Народной Республике преследовали более жестко, чем другие группы меньшинств, и признал, что многие выдающиеся польские знаменитости и общественные деятели той эпохи были широко известны как гомосексуалы. Ярослав Качиньский также отметил, что в Польше много гей-клубов и что существует значительное количество гей-прессы и литературы. В другом интервью за границей он пригласил интервьюера в Варшаву, чтобы посетить один из многочисленных гей-клубов столицы. Он также подтвердил, что в его партии есть несколько гомосексуалов, но сказал, что они не хотели бы открывать свою частную жизнь для публики. Это также подтвердил член Европейского парламента от «Право и справедливость» Тадеуш Циманьский.
В интервью 2009 года для Gazeta Wyborcza бывший премьер-министр Польши Казимеж Марцинкевич заявил, что его мнение о гомосексуалах изменилось, когда он встретил польского гея-эмигранта в Лондоне. Этот мужчина заявил, что он «сбежал из Польши, потому что он гей и не будет иметь свободы в своей стране». Марцинкевич пришел к выводу, что он не хотел бы, чтобы кто-то бежал из Польши.
В интервью 2015 года избранного президента Анджея Дуды, выходца из партии «Право и справедливость», спросили, будет ли он нанимать гомосексуала. Он ответил, что ему наплевать на личные отношения, пока человек, которого следует нанять, не будет бегать полуголым. Анджей Дуда также заявил, что «жизненно важные для общества вопросы не решаются, в то время как другие, несомненно, связанные с левой идеологией, продвигаются вперед. Они, на мой взгляд, разрушают традиционную семью, которая с самого начала человечества обеспечила его развитие и выносливость».
В ноябре 2018 года сообщалось, что президент Анджей Дуда поддержит запрет на «пропаганду гомосексуализма», основанный на российском законе о пропаганде гомосексуализма. Он сказал: «Я считаю, что такого рода пропаганда не должна проводиться в школах, ей нужно спокойно и последовательно противодействовать», и что «[если] такой закон был создан и был бы хорошо написан, я не исключаю что я подойду к этому серьезно». Такой закон нарушит Конституцию Польши и Европейскую конвенцию о правах человека.
В ноябре 2018 года из-за давления и угроз со стороны правительства более 200 школ отменили запланированную кампанию по борьбе с запугиванием под названием «Радужная пятница», которую проводила Кампания против гомофобии в надежде на более широкое признание студентов ЛГБТ в Польше и борьбу с ненавистью и гомофобией в школах. Министр образования Анна Залевская предупредила, что любые директора, разрешившие проведение подобных мероприятий, могут столкнуться с негативными последствиями. Она также попросила родителей сообщать властям о любых подобных действиях, но сообщалось, что многие ученики нарушили запрет и явились в школу в цветах радуги, а многие школы отказались соблюдать эти предупреждения о нарушении свободы.
В апреле 2019 года Ярослав Качиньский назвал движение за права ЛГБТ «иностранной угрозой для нации». Во время лекции о патриотизме Качиньский также сказал, что «каждый должен принять христианство». В том же месяце, после того как активист продемонстрировал плакаты с изображением Черной Мадонны с радужным ореолом, министр внутренних дел Иоахим Брудзинский назвал эти плакаты «культурным варварством». Впоследствии активист был арестован полицией по обвинению в «оскорблении религиозных чувств». Amnesty International осудила арест как «еще один пример постоянного преследования» и заявила, что активисту «теперь грозит до двух лет тюрьмы, если он будет признан виновным по этим абсурдным обвинениям».
В июне 2019 года недавно назначенный министр национального образования Дариуш Пионтковский раскритиковал декларацию о правах ЛГБТ, подписанную Президентом Варшавы Рафалом Тшасковским, заявив, что это «попытка сексуализировать детей силой» и «воспитывать детей, которые будут в какой-то момент отданы педофилам».

### Лига польских семей
На выборах 2005 года Лига польских семей (ЛПС) получила 8 % голосов и 34 места в Сейме. Они вошли в коалиционное правительство с «Право и справедливость» и «Самообороной». 19 мая 2006 года Мирослав Ожеховский, заместитель министра образования, заявил, что международный проект, организованный ЛГБТ-НПО и при финансовой поддержке Молодежной программы Европейской комиссии, приведет к «разврату молодежи». Войцех Вежейски был членом Европейского парламента, а затем депутатом Сейма от Лиги польских семей. В июне 2005 года, находясь в Европейском парламенте, он призвал «не терпеть гомосексуалистов и девиантов».
11 мая 2006 года, будучи депутатом, Вежейский осудил варшавский марш равенства. Осуждая парад, он заявил, что «извращенцев» следует «бить дубинками». Он также прокомментировал возможное присутствие на параде немецких политиков, заявив, что «они не серьезные политики, но просто геи и пара ударов дубинкой помешают им снова прийти. Геи по определению трусы». Днем позже он написал письмо министру внутренних дел и администрации и министру юстиции, в котором призвал правоохранительные органы проверить законные и незаконные источники финансирования организаций гомосексуальных активистов. Он обвинил ЛГБТ-организации в причастности к педофилам и незаконной торговле наркотиками. Он также хотел проверить, проникают ли гомосексуальные организации в польские школы. В ответ на это государственный обвинитель приказал всем прокурорам тщательно проверять финансирование ЛГБТ-организаций, их предполагаемую связь с преступными движениями и их присутствие в школах.
2 июня 2006 г. жалоба на показания Вежейского была отклонена окружным прокурором Варшавы, поскольку «эти заявления нельзя рассматривать как угрожающие или побуждающие к совершению преступления». 8 июня 2006 года Роман Гертых, заместитель премьер-министра Польши и министр образования, уволил Мирослава Селатицкого, директора Национального центра повышения квалификации учителей, поскольку «многие книги побуждали учителей организовывать встречи с представителями ЛГБТ-сообщества — неправительственными организациями, такими как «Кампания против гомофобии» или «Лямбда», и потому, что «в этих книгах критиковалась правовая ситуация в большинстве европейских стран, включая Польшу, в связи с непризнанием однополых браков как формы дискриминации». Новый директор центра сказал, что «гомосексуальные отношения приводят к драме, пустоте и упадку».
21 мая 2006 года Роман Гертых заявил, что «ЛГБТ-организации отправляют транссексуалов в детские сады и просят детей сменить пол».
В марте 2007 года Роман Гертых предложил законопроект, запрещающий гомосексуалам заниматься преподавательской деятельностью, а также позволяющий увольнять тех учителей, которые пропагандируют «культуру гомосексуального образа жизни». В то время Гертых был заместителем премьер-министра Польши и министром образования. Предложение привлекло много внимания средств массовой информации и было широко осуждено Европейской комиссией, организацией Human Rights Watch, а также Союзом польских учителей, который организовал марш через Варшаву (на котором присутствовало 10 000 человек), осуждая политику Министерства. Голосование по законопроекту не проводилось, и вскоре правительство потерпело неудачу, что привело к новым парламентским выборам, на которых Лига польских семей не получила мест в парламенте.
В 2007 году PBS провела опрос общественного мнения, связанный с выступлением Романа Гертыха на встрече министров образования ЕС в Гейдельберге. Социолог спросил респондентов, согласны ли они с утверждениями министра Гертыха:
- «Гомосексуальная пропаганда растет в Европе, достигает детей младшего возраста и ослабляет семью». — 40% согласны, 56% не согласны[99].
- «Гомосексуальную пропаганду необходимо ограничить, чтобы у детей не было неправильного взгляда на семью». — 56% согласны, 44% не согласны[99].
- «Гомосексуализм — это отклонение, мы не можем продвигать нормальные отношения между лицами одного пола при обучении молодых людей, потому что объективно они являются отклонениями от естественного закона». — 44% согласны, 52% не согласны[99].

### Гражданская Платформа
В 2013 году бывший президент и лауреат Нобелевской премии Лех Валенса сказал, что геи-депутаты должны сидеть позади парламента или даже за стеной и не должны занимать важные должности в парламенте. Он также сказал, что прайд-парады должны проводиться не в центрах городов, а на окраинах. Бывший президент также заявил, что меньшинства не должны навязывать себя большинству. Валенсу нельзя было обвинить в разжигании ненависти, потому что Уголовный кодекс Польши не включает разжигание ненависти против сексуальной ориентации.
В феврале 2019 года мэр Рафал Тшасковский, член Гражданской платформы, подписал ЛГБТ-декларацию из 12 пунктов. Предлагаемые меры варьируются от предоставления убежища ЛГБТ-подросткам, отвергнутым их семьями, до введения местных телефонов доверия для оказания помощи в кризисных ситуациях и предоставления доступа к антидискриминационной программе и половому воспитанию в городских школах.

### Твоё движение
Твоё движение поддерживает права ЛГБТ, включая однополые браки и гражданские союзы. Известный член партии — гей-активист, бывший член Сейма (2011—2014) и бывший мэр Слупска (2014—2018) Роберт Бедронь. В Польше его называют молодой восходящей политической звездой, и его считают кандидатом на пост президента. Бывший президент Александр Квасьневский призвал его баллотироваться на пост президента в 2020 году. Опросы общественного мнения в настоящее время ставят его на третье место после Анджея Дуды и Дональда Туска.
Бедронь говорил о значительных социальных изменениях в отношении гомосексуальности и ЛГБТ. Время от времени его публично избивали на улицах и оскорбляли, но в 2018 году он сказал, что жители теперь улыбаются и приветствуют его. Будучи мэром, Бедронь женит местные пары. «Я очень ревную, потому что вижу их счастье. Я 15 лет со своим партнером, и это все еще мечта. Несправедливо, что в 2018 году двое взрослых не могут пожениться, если они любят друг друга и преданы друг другу», — сказал он.

### Wiosna
В феврале 2019 года ЛГБТ-активист Роберт Бедронь основал «Весну», новую прогрессивную политическую партию, предлагающую ввести гражданское партнерство для разнополых и однополых пар, а также легализовать однополые браки. По состоянию на август 2019 года в партии три депутата Европарламента.

### «Зоны, свободные от ЛГБТ»
Основная статья: Зона, свободная от ЛГБТ
В преддверии парламентских выборов в Польше 2015 года правящая партия «Право и справедливость» заняла антимигрантскую позицию, но перед парламентскими выборами 2019 года партия сосредоточила свое внимание на противодействии западной «идеологии ЛГБТ». Несколько польских муниципалитетов и четыре воеводства сделали так называемую «зону, свободную от ЛГБТ», отчасти в ответ на подписание декларации в поддержку прав ЛГБТ мэром Варшавы Рафалом Тшасковским. Заявленные зоны, хотя и являются символическими, сигнализируют об исключении ЛГБТ-сообщества. Правая газета Gazeta Polska раздала читателям стикеры с надписью «Зона, свободная от ЛГБТ». Польская оппозиция и дипломаты, в том числе посол США в Польше Джорджетта Мосбахер, осудили наклейки. Окружной суд Варшавы постановил приостановить распространение наклеек до вынесения решения по делу. Однако редактор «Газеты» отклонил это решение, заявив, что это «фейковые новости» и цензура, и что газета продолжит распространение стикеров. Газета продолжила распространение наклеек, но изменила наклейку на «Зона, свободная от идеологии ЛГБТ».
В августе 2019 года несколько членов ЛГБТ-сообщества заявили, что не чувствуют себя в безопасности в Польше. Организация All Out начала кампанию по противодействию атакам. Около 10 000 человек подписали петицию вскоре после начала кампании.
Во время пандемии коронавируса в апреле 2020 года несколько ЛГБТ-активистов начали раздавать радужные маски для лица в некоторых соответствующих районах местного самоуправления в качестве прямого протеста против «зон, свободных от ЛГБТ».
В июле 2020 года городской совет Ньивегейна, голландского города к югу от Утрехта, проголосовал за прекращение дружбы с городом Пулавы на востоке Польши, сославшись на «зоны, свободные от геев».
С июля 2020 года Европейский Союз начал отказывать в предоставлении средств муниципалитетам, которые приняли декларации «зон, свободных от ЛГБТ».
Согласно отчету Комиссара Совета Европы по правам человека за декабрь 2020 года, «эти декларации и хартии — это не просто слова на бумаге, они напрямую влияют на жизнь ЛГБТ-людей в Польше».
В июле 2021 года Европейская комиссия возбудила три дела о нарушениях прав ЛГБТ — два против Венгрии и одно против Польши. Возбужденное дело против Польши связано с решением нескольких регионов и муниципалитетов о провозглашении "зон, свободных от идеологии ЛГБТ".

### Стоп ЛГБТ
В октябре 2021 года Сейм вынес на рассмотрение новый законопроект «Стоп ЛГБТ», в котором предусмотрен запрет проведения гей-парадов. По случаю первого чтения проекта закона в Варшаве проходили акции протеста.

## ЛГБТ-движение и активизм

### Марши равенства
Самым большим аспектом ЛГБТ-движения в Польше является парад равенства, который проводится в Варшаве ежегодно с 2001 года.
В 2004 и 2005 годах власти Варшавы отказали в разрешении на ее организацию по разным причинам, включая вероятность контр-демонстраций, вмешательство в религиозные или национальные праздники и отсутствие разрешения. Несмотря на это, 11 июня 2005 года незаконным маршем прошли около 2500 человек. Десять человек были арестованы. Запрет был объявлен незаконным решением Европейского суда по правам человека по делу Бачковски против Польши в 2007 году.
Парад осудил мэр Варшавы Лех Качиньский, который сказал, что разрешение официального прайда в Варшаве будет способствовать «гомосексуальному образу жизни».
Мероприятия марша равенства продолжались регулярно с 2006 года, собирая менее 10 000 человек каждый год, до 2015 года, когда парад привлек 18 000 посетителей.
С тех пор посещаемость резко возросла, и кульминацией стал парад 2018 года, который собрал 45 000 посетителей.
8 июня 2019 года на мероприятие вышло около 50 тысяч человек. Мэр Рафал Тшасковский впервые принял участие в мероприятии и сказал, что хочет, чтобы Варшава оставалась «открытой» и «терпимой».
В 2005 году 33 % жителей Варшавы были за организацию марша равенства. В 2008 году этот показатель упал до 25 %
Опрос общественного мнения 2010 года, проведенный PBS для Gazeta Wyborcza, показал, что 45 % жителей Варшавы поддержали парад.
В последние годы парад получил широкую поддержку со стороны корпораций и региональных правительств. Основным партнером парада 2018 года было региональное правительство Мазовецкого воеводства, частью которого является Варшава.

### Юридические дела
Некоторые пары в Польше борются за признание своего брака в Европейском Суде по правам человека, например, в деле Андерсен против Польши,

### Общественное мнение
В опросе 2014 года, проведенном CBOS для доктора Натальи Зимневич, 30 % поляков хотели запретить публичную рекламу гей-контента, а 17,3 % не поддержали бы этот запрет, но хотели бы другую форму ограничения свободы продвижения такого контента.
52,5 % считают, что нынешние масштабы продвижения гей-контента чрезмерны, 27,9 % считают, что изображения гей-парадов или практик вызывают у них отвращение, 22,3 % считают, что СМИ размывают истинный образ гомосексуальности, а 29,3 % считают, что гей-контент не является частным делом гомосексуального сообщества, но затрагивает детей и других граждан.